# Lee Morris
Lee Morris (Missouri, 23 giugno 1863 – California, 6 febbraio 1933) è stato un attore statunitense del muto. Proveniente dal teatro, nella sua carriera cinematografica, che si svolse negli anni dieci del Novecento, girò una cinquantina di film.

## Filmografia
- Jack and Jingles, regia di Otis Thayer - cortometraggio (1912)
- Goody Goody Jones, regia di Frank Montgomery - cortometraggio (1912)
- Pansy, regia di Fred Huntley - cortometraggio (1912)
- The Man from Dragon Land, regia di Fred Huntley - cortometraggio (1912)
- The Massacre of Santa Fe Trail, regia di Frank E. Montgomery - cortometraggio (1912)
- The Shanghaied Cowboys, regia di Al Christie - cortometraggio (1912)
- Eph's Dream - cortometraggio (1913)
- When Sherman Marched to the Sea, regia di Jack Conway - cortometraggio (1913)
- The Great Towel Robbery - cortometraggio (1913)
- The Statue, regia di Allen Curtis - cortometraggio (1913)
- The Pearl of the Golden West - cortometraggio (1913)
- Thou Shalt Not Rubber - cortometraggio (1913)
- Memories, regia di Phillips Smalley e Lois Weber - cortometraggio (1913)
- The Cheese Special, regia di Allen Curtis - cortometraggio (1913)
- The Tramp Dentists, regia di Allen Curtis - cortometraggio (1913)
- Love and Limburger, regia di Allen Curtis - cortometraggio (1913)
- The Rival Dentists, regia di Allen Curtis - cortometraggio (1914)
- Tightwad Buys a Laundry- cortometraggio (1914)
- The Golden Patch, regia di E.A. Martin - cortometraggio (1914)
- Charlot innamorato (The Star Boarder), regia di George Nichols - cortometraggio (1914)
- Second Childhood, regia di Norval MacGregor - cortometraggio (1914)
- Wiggs Takes the Rest Cure, regia di Francis J. Grandon - cortometraggio (1914)
- Charlot trovarobe (The Property Man) - cortometraggio (1914)
- The Man Hater, regia di E.A. Martin - cortometraggio (1914)
- No Wedding Bells for Her, regia di Norval MacGregor - cortometraggio (1914)
- Which Ham Is Schnappsmeir's, regia di Norval MacGregor - cortometraggio (1914)
- The Champion Bear Slayer, regia di E.A. Martin - cortometraggio (1914)
- No Wedding for Her, regia di Norval MacGregor - cortometraggio (1914)
- The Strenuous Life
- The Perfumed Wrestler, regia di Norval MacGregor - cortometraggio (1915)
- And Then It Happened, regia di Norval MacGregor - cortometraggio (1915)
- Beautiful Belinda, regia di E.A. Martin - cortometraggio (1915)
- The Chronicles of Bloom Center, regia di Marshall Neilan - serial cinematografico (1915)
- Landing the Hose Reel, regia di Marshall Neilan - cortometraggio (1915)
- Shoo Fly, regia di Burton L. King - cortometraggio (1915)
- The Come Back of Percy, regia di Marshall Neilan - cortometraggio (1915)
- No Sir-ee Bob!, regia di Sidney Smith - cortometraggio (1916)
- When the Circus Came to Town, regia di Sidney Smith - cortometraggio (1916)
- Apple Butter, regia di Sidney Smith - cortometraggio (1916)
- Lavinia Comes Home, regia di William C. Dowlan - cortometraggio (1916)
- Bucking Society
- The Snow Cure, regia di Arvid E. Gillstrom - cortometraggio (1916)
- Bath Tub Perils, regia di Edwin Frazee - cortometraggio (1916)
- His First False Step, regia di William Campbell e Harry Williams - cortometraggio (1916)
- Small Town Stuff, regia di Norval MacGregor - cortometraggio (1916)
- Her Father's Station, regia di Edwin Frazee - cortometraggio (1917)
- Baseball at Mudville, regia di Norval MacGregor - cortometraggio (1917)
- Durand of the Bad Lands, regia di Richard Stanton (1917)
- The Bush Leaguer
- A Bon-Bon Riot, regia di Hank Mann - cortometraggio (1917)